# Dyalá Jiménez Figueres
Dyalá Jiménez Figueres (San José, 16 de marzo de 1972) es una abogada costarricense especializada en arbitraje internacional. Se desempeñó como ministra de Comercio Exterior de Costa Rica entre 2018 y 2020, durante la administración del presidente Carlos Alvarado Quesada. Es reconocida por su liderazgo en el proceso de adhesión de Costa Rica a la Organización para la Cooperación y el Desarrollo Económicos (OCDE), así como por su trayectoria como árbitro internacional.

## Educación
Jiménez obtuvo su licenciatura en Derecho por la Universidad de Costa Rica en 1997. Posteriormente, cursó una maestría (LL.M.) en Derecho Internacional en la Georgetown University de Estados Unidos. Fue becaria Fulbright y se graduó con distinción en 1999.

## Carrera Profesional
Sus inicios profesionales datan de 1996, cuando fue directora de despacho del Primer Vicepresidente de la República, Rodrigo Oreamuno Blanco. Tras completar su LL.M., se trasladó a París, Francia, para trabajar en una firma legal internacional. Desde el año 2000 y durante los siguientes siete años, trabajó en la Corte Internacional de Arbitraje de la International Chamber of Commerce (ICC), primero en París y posteriormente en Santiago, Chile, donde se desempeñó como la primera Directora para América Latina de la organización. Posteriormente, trabajó en firmas legales internacionales en Santiago, especializándose en arbitraje internacional, y en 2011 fundó la firma DJ Arbitraje. También fue profesora en la Escuela de Derecho de la Universidad de Chile durante diez años.
Desde 2014, DJ Arbitraje opera desde San José, Costa Rica, y Dyalá ejerce principalmente como árbitro en disputas internacionales bajo reglas como las del CIADI, la ICC, la LCIA, la ICDR y la UNCITRAL.
Entre 2018 y 2020, fue ministra de Comercio Exterior de Costa Rica. Durante su gestión, lideró la última fase del proceso técnico y político para la adhesión del país a la OCDE, coordinando a más de 40 instituciones del sector público y privado, y requiriendo la aprobación de 14 leyes por parte de la Asamblea Legislativa de Costa Rica. Este esfuerzo culminó el 15 de mayo de 2020, cuando el Consejo de la OCDE invitó oficialmente a Costa Rica a convertirse en su miembro número 38. Jiménez calificó este hito como “un hito en la historia del país”, y enfatizó que permitiría a Costa Rica participar activamente en más de 300 comités de la organización. En agosto de 2020, renunció a su cargo, citando diferencias sobre el rol del Ministerio en el seguimiento a la adhesión, argumentando que este debía continuar como representante técnico ante la OCDE para asegurar la implementación de compromisos asumidos.

## Miembro de Instituciones Internacionales
Actualmente, Dyalá Jiménez Figueres es árbitro internacional y miembro activa de diversas instituciones, incluyendo:  
- Miembro del Panel de Árbitros y Conciliadores del CIADI por Costa Rica.
- Miembro de la Corte Internacional de Arbitraje de la ICC (2021–2024).
- Miembro del Consejo Internacional de Arbitraje del Deporte (ICAS).
- Vicepresidente del International Council for Commercial Arbitration (ICCA), cargo que asumirá oficialmente en abril de 2025.[4]

## Publicaciones Destacadas
Jiménez publica columnas semanales en medios locales y ha publicado ampliamente sobre arbitraje internacional. Algunas de sus obras más destacadas son:  
- “El principio de separabilidad, la Convención de Nueva York y el fallo Enka vs. Chubb” en La mujer en el arbitraje (2022).
- “Capítulo I. Las convenciones anteriores a la Convención de Nueva York” en El Arbitraje Comercial Internacional: Estudio de la Convención de Nueva York (2022).
- “Dilatory Tactics: definition, responses, recommendations” en homenaje a Alexis Mourre (2021).
- “Are Latin American Institutions Innovating?” en ILSA Journal of International and Comparative Law (2021).
- “Reflexiones sobre el issue conflict (o la presentación del issue bias)” en Anuario Latinoamericano de Arbitraje (2020).

Una lista completa de sus publicaciones se encuentra disponible en el sitio web de su firma, DJ Arbitraje.

## Reconocimientos
- Chambers & Partners: Banda 1 de árbitros más demandados en América Latina (2024).
- Who’s Who Legal: Global Elite Thought Leader en arbitraje internacional (2023 y 2024).

## Vida personal
Dyalá Jiménez Figueres es hija del exembajador y exministro Danilo Jiménez Veiga y de Meta Figueres Boggs, exembajadora en Estados Unidos e hija del expresidente José Figueres Ferrer. Es casada con Roberto Álvarez Bravo y tiene dos hijos, Daniel y Adrián.